# 吉本貞一
吉本 貞一（よしもと ていいち、1887年（明治20年）3月23日 - 1945年（昭和20年）9月14日）は、日本の陸軍軍人。最終階級は大将。

## 経歴
徳島県出身。藍商・吉本大三郎の長男として東京で生まれる。東京府立四中、陸軍中央幼年学校予科、同校本科を経て、1908年（明治41年）5月、陸軍士官学校（20期）を卒業。同期の牛島満、下村定、吉本で陸士20期三羽烏と呼ばれた。1916年（大正5年）11月、陸軍大学校（28期、恩賜）を卒業。
フランス駐在などを経て1931年（昭和6年）8月1日参謀本部庶務課長となる。満州事変勃発後朝鮮軍が独断越境するという事件が起こると、陸軍中央は閣議に於いて朝鮮軍の出兵が大権干犯であると結論された場合の対抗策として陸軍大臣・参謀総長の辞職を検討、吉本が辞職願の執筆にあたった。
歩兵第21旅団長、東部防衛司令部の参謀長などを歴任、日中戦争開戦で新設された第11軍参謀長として岡村寧次中将を補佐し武漢作戦を戦う。次いで中支那派遣軍参謀長として山田乙三大将を補佐した。その後、ノモンハン事件後の第2師団長に親補され、太平洋戦争開戦時は関東軍参謀長の職にあり、1942年（昭和17年）8月1日から第1軍司令官を勤めた。
第二次世界大戦末期の1945年（昭和20年）には第11方面軍司令官となり大将に進級、だが藤江恵輔大将に職を譲り第1総軍司令部付であった時に敗戦を迎え、9月14日に市ヶ谷台上で自決した。

## 年譜
- 1908年（明治41年）5月27日 陸軍士官学校（20期）卒業
  - 12月 歩兵少尉・歩兵第12連隊付
- 1911年（明治44年）12月 歩兵中尉
- 1916年（大正5年）11月25日 陸軍大学校（28期）卒業
- 1917年（大正6年）8月 参謀本部付勤務
- 1918年（大正7年）10月 歩兵大尉
  - 11月 参謀本部員
- 1919年（大正8年）3月 フランス駐在
- 1922年（大正11年）9月 参謀本部員
- 1923年（大正12年）8月 歩兵少佐・兼陸大教官
- 1924年（大正13年）12月 陸軍省軍務局課員兼参謀本部員
- 1927年（昭和2年）3月 軍務局課員（軍事課）
- 1928年（昭和3年）3月 歩兵中佐
- 1931年（昭和6年）8月1日 歩兵大佐・参謀本部庶務課長
- 1933年（昭和8年）12月20日 歩兵第68連隊長
- 1936年（昭和11年）3月7日 陸軍少将・歩兵第21旅団長
- 1937年（昭和12年）8月2日 東京警備参謀長兼東部防衛参謀長
  - 11月30日 東部防衛参謀長
- 1938年（昭和13年）6月20日 第11軍参謀長
- 1939年（昭和14年）1月31日 中支那派遣軍参謀長
  - 3月9日 陸軍中将
  - 10月14日 参謀本部付
  - 11月6日 第2師団長
- 1941年（昭和16年）4月10日 関東軍参謀長
- 1942年（昭和17年）8月1日 第1軍司令官
- 1944年（昭和19年）11月22日 参謀本部付
- 1945年（昭和20年）2月1日 第11方面軍司令官兼東北軍管区司令官
  - 5月7日 陸軍大将
  - 6月22日 第1総軍司令部付
  - 9月14日 自決

## 栄典
位階
- 1909年（明治42年）3月1日 - 正八位[1]
- 1912年（明治45年）3月1日 - 従七位[2]
- 1917年（大正6年）3月20日 - 正七位[3]
- 1922年（大正11年）4月20日 - 従六位[4]
- 1927年（昭和2年）5月16日 - 正六位[5]
- 1931年（昭和6年）9月15日 - 従五位[6]
- 1942年（昭和17年）9月1日 - 正四位
- 1945年（昭和20年）6月1日 - 従三位

勲章
- 1940年（昭和15年）
  - 4月29日 - 勲一等旭日大綬章・功二級金鵄勲章
  - 8月15日 - 紀元二千六百年祝典記念章[7]

## 親族
- 義父 小川賢之助（陸軍少将）